# District de Fatehgarh Sahib
Le district de Fatehgarh Sahib est un des 22 districts de l'état indien du Pendjab.